# Відкрий себе (фільм)
«Відкрий себе» — фільм про геніального українського філософа і поета Григорія Сковороду. За створення фільму творча група удостоєна Державної премії ім. Т. Г. Шевченка (1991).
У фільмі представлено три реальності: зовнішня, внутрішня і світ символів. Центральний символ фільму - зима, яка уособлює і зовнішній світ, і душу тієї людини, яка ще не доторкнулась до Божествєнного полум'я.  

## Огляд
Упродовж фільму глядач спостерігає за роботою Івана Кавалерідзе — оновлення у бронзі монументу Г. С. Сковороди, спорудженого 1922 року в Лохвиці. У фільмі використано українську музику XVIII століття, зокрема фрагменти музичних творів, приписуваних Г. С. Сковороді.
Фільм був заборонений і вийшов на екрани в часи перебудови. 1994 року була створена нова режисерська редакція стрічки.
Тривалість фільму - 37 хвилин.
Зі спогадів одного зі сценаристів — Миколи Архиповича Шудрі:

«Найбільшу пригоду мав із кінокартиною „Відкрий себе“ — про Григорія Сковороду. Ми відзняли її ще 1972 року. Щоб увійти в світ видатного філософа, дізнатися, яким запам'ятався цей образ у народі, ми мало не всю Україну об'їхали. Розповіді людей і стали однією з наскрізних ліній кінокартини. Друга площина — це народження людини. Тут ми скористалися з послуг нашого видатного сучасника, скульптора й кінорежисера Івана Петровича Кавалерідзе. У цьому фільмі ми показуємо, як виготовляли пам'ятник Сковороді, той, що нині стоїть у Лохвиці на Полтавщині. Коли скульптуру закінчили, ми вивезли її в степ за Бориспіль і поставили на кургані. Боже, яке то було видиво! Цей невеликий сюжет воістину оживив Сковороду, ще більше наблизив його до нас. На тлі створення цього монумента філософські роздуми Сковороди зазвучали настільки по-сучасному, сміливо й убивчо, що ті, кому належало схвалити фільм, перелякалися і… прикрили його.»

## Творчий колектив
- Сценаристи — Володимир Костенко, Микола Шудря
- Режисер — Ролан Сергієнко
- Оператор — Олександр Коваль
- Композитор — Іван Карабиць
- Звукооператор — Георгій Стремовський
- Консультант — член-кореспондент АН УРСР, доктор філософських наук Володимир Шинкарук
- Редактор — Андрій Топачевський
- Директор картини — Віктор Онищенко

Уривки з творів Григорія Сковороди читає заслужений артист УРСР Іван Миколайчук